# لینتون (ویسکانسین)
لینتون (به انگلیسی: Linton) یک منطقهٔ مسکونی در ایالات متحده آمریکا است که در شهرستان والورس، ویسکانسین واقع شده‌است. لینتون ۳۱۷٫۰ متر بالاتر از سطح دریا واقع شده‌است.